# Methylnaftalen
1-Methylnaftalen je organická sloučenina ze skupiny polyaromatických uhlovodíků.

## Vlastnosti a použití
Cetanové číslo 1-methylnaftalenu je 0. Dříve se methylnaftalen používal pro stanovení nulové hodnoty na stupnici cetanového čísla. Kvůli jeho vysoké ceně a potížím při manipulaci byl však pro tento účel nahrazen isocetanem, jehož cetanové číslo je 15.